# 수영모

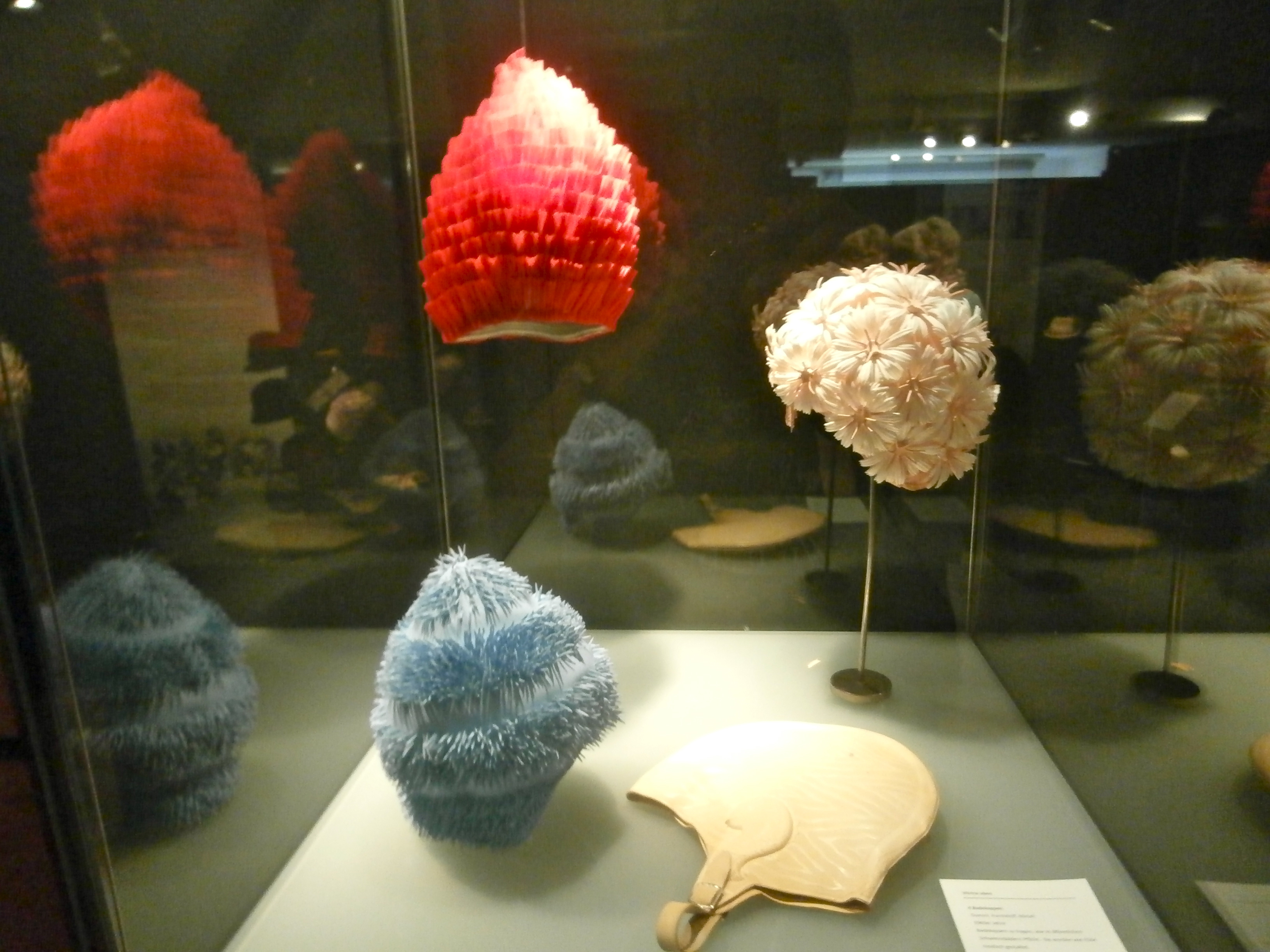

수영모(水泳帽)는 수영을 할 때 착용하는 챙이 없는 모자이다.
일반적으로 실리콘, 라텍스 또는 라이크라로 만들어지고 레크리에이션 및 경쟁 수영 선수가 머리에 착용하는 꽉 끼고 피부에 꼭 맞는 모자이다.
수영모는 여러 가지 이유로 착용한다. 수영하는 사람의 얼굴에 머리카락이 들어가지 않게 하고, 항력을 줄이고, 염소나 태양 손상으로부터 머리카락을 보호하고, 머리를 건조하게 유지하고, 머리를 따뜻하게 유지하거나 (때로는 귀마개와 함께) 수영 모자를 착용할 수 있다. 물이 귀에 닿지 않게 한다. 수영 강습에서 기술 수준을 식별하기 위해 수영모를 착용할 수도 있다.